# Üstüpü
Üstüpü è un comune dell'Azerbaigian situato nel distretto di Ordubad.